# حرق سمطي
الحرق السمطي هو شكل من أشكال الحروق الحرارية الناتجة عن السوائل الساخنة مثل الماء المغلي أو البخار. تعتبر معظم الحروق حروق من الدرجة الأولى أو الثانية، ولكن يمكن أن يحدث حروق من الدرجة الثالثة، خاصة مع الاتصال المطول. المصطلح من الكلمة اللاتينية calidus، بمعنى ساخن.

## الأسباب
تنتج معظم الحروق من التعرض لمياه عالية الحرارة، مثل ماء الصنبور في الحمامات والاستحمام أو ماء الطبخ، أو من المشروبات الساخنة المسكوبة، مثل القهوة.
يمكن أن تكون الحروق أكثر حدة عندما يصطدم البخار بالجلد المكشوف، لأن البخار يمكن أن يصل إلى درجات حرارة أعلى من الماء وينقل الحرارة الكامنة عن طريق التكثيف. من ناحية أخرى، عندما تنقع الملابس بالماء الساخن، يكون نقل الحرارة غالبًا لمدة أطول حيث لا يمكن إزالة جزء الجسم من مصدر الحرارة بالسرعة.
يجب ألا تتجاوز درجة حرارة ماء الصنبور 38-45 درجة مئوية لمنع الحروق. ومع ذلك، فمن الضروري الحفاظ على الماء الدافئ عند درجة حرارة 55-60 درجة مئوية لمنع نمو البكتيريا الفيلقية.. يمكن أن يتسبب الماء عند 60 درجة مئوية في حدوث إصابات بالحروق في أقل من 3 ثوانٍ، بينما يستغرق 10 ثوان للإصابة عند 57 درجة مئوية و 1.5 إلى دقيقتين في 52 درجه مئوية من الماء الساخن. عادة ما تكون الحروق أكثر شيوعًا عند الأطفال، خاصةً بسبب انسكاب السوائل الساخنة عن طريق الخطأ.

## العلاج
تطبيق الإسعافات الأولية للحروق هو نفسه بالنسبة للحروق. أولاً، يجب إزالة أو ابعاد موقع الإصابة من مصدر الحرارة، لمنع المزيد من السمط. إذا كان الحرق من الدرجة الثانية على الأقل، فقم بإزالة أي مجوهرات أو ملابس من الموقع، إلا إذا كانت عالقة بالفعل على الجلد. قم بتبريد السمط لمدة 20 دقيقة بالماء البارد أو الفاتر (وليس البارد) ، مثل الماء من الصنبور.
مع الحروق من الدرجة الثانية، تتكون الفقاعات من حروق من الدرجة الثانية بعد يومين من الاصابه. ستتشكل بثور أو فقاعات، ولكن لا ينبغي إطلاقها أبدًا، لأنها تزيد فقط من فرص الإصابة. مع الحروق من الدرجة الثالثة، من الأفضل لف الإصابة بشكل فضفاض للغاية للحفاظ على نظافتها، والحصول على رعاية طبية متخصصة.
العلاجات التي يجب تجنبها
يجب تجنب الثلج، لأنه يمكن أن يلحق مزيدًا من الضرر بالمنطقة المحيطة بالإصابة، كما يجب أن تتسبب الزبدة ومعجون الأسنان والكريمات المتخصصة بالالتهاب .

## إنتاج الغذاء
لحم البقر والدواجن
عادة ما يتم تسخين جثث لحم البقر والدواجن بعد الذبح لتسهيل إزالة الريش والشعر. طرق تشمل الغمر في خزانات الماء الساخن أو الرش بالبخار. قد يكون الحروق صعبًا أو ناعمًا حيث تختلف درجة الحرارة أو المدة. ستعمل حرقة شديدة تبلغ 58 درجة مئوية (136.4 درجة فهرنهايت) لمدة 2.5 دقيقة على إزالة بشرة الدواجن، ويستخدم بشكل شائع في الذبائح التي سيتم تجميدها بحيث يكون مظهرها أبيض وجذاب.

### عمليه بستره الحليب
الحليب المبستر هو الحليب الذي تم تسخينه إلى 82 درجة مئوية (180 درجة فهرنهايت).عند درجة الحرارة هذه، تقتل البكتيريا، وتتلف الإنزيمات الموجودة في الحليب، ويتم تلف العديد من البروتينات.
في الطهي، يُحرق الحليب عادة لزيادة درجة حرارته، أو لتغيير القوام أو تفاعلات الطهي الأخرى بسبب إفساد البروتينات.
تشمل الوصفات التي تستدعي الحليب المبستر كافيه أو لايت، والحليب المخبوز، يستخدم الحليب المبشور في الزبادي لجعل البروتينات تتكشف، وللتأكد من أن جميع الكائنات الحية التي يمكن أن تتنافس خارجًا مع زراعه البكتيريا في  اللبن تم قتلها.
الحليب يحضر ومبرد أيضًا في العديد من الوصفات، مثل الخبز وعجائن الخميرة الأخرى، لأن البسترة لا تقتل جميع البكتيريا، والخمائر البرية التي قد تكون موجودة أيضًا يمكن أن تغير النسيج والنكهة. بالإضافة إلى ذلك، يحسن الحليب الساطع من الارتفاع بسبب تثبيط ارتفاع الخبز من خلال بروتينات حليب غير معطوبة.